# NGC 3763
NGC 3763 é uma galáxia espiral barrada (SBc) localizada na direcção da constelação de Crater. Possui uma declinação de -09° 50' 50" e uma ascensão recta de 11 horas, 36 minutos e 30,2 segundos.
A galáxia NGC 3763 foi descoberta em 1880 por -.